# Eleições gerais no Japão em 2009
As eleições gerais japonesas de 2009 foram realizadas em 30 de agosto, e ela escolheu todos os assentos na Câmara dos Representantes, que nomeia o primeiro-ministro do Japão. A então oposição, o Partido Democrático do Japão (PDJ) derrotou a coalizão governista do Partido Liberal Democrata (PLD) e o Novo Komeito, encerrando 50 anos de governo quase sem interrupção.

## Resultados
A participação no pleito foi de 69,28%, a maior desde que em 1996 entrou em vigor o atual sistema eleitoral. Assim, o número de japoneses que foi às urnas superou os 67,51% registrados no pleito anterior de 2005 e alcançou os 72,02 milhões de eleitores.
| Coligação e partido                                               | Coligação e partido                                               | Eleição por distrito | Eleição por distrito | Eleição por distrito | Eleição por distrito | Eleição por distrito | Eleição proporcional | Eleição proporcional | Eleição proporcional | Eleição proporcional | Eleição proporcional | Total de lugares | +/-                                  | +/-                          |
| ----------------------------------------------------------------- | ----------------------------------------------------------------- | -------------------- | -------------------- | -------------------- | -------------------- | -------------------- | -------------------- | -------------------- | -------------------- | -------------------- | -------------------- | ---------------- | ------------------------------------ | ---------------------------- |
| Coligação e partido                                               | Coligação e partido                                               | Votos                | %                    | +/-                  | Lugares              | +/-                  | Votos                | %                    | +/-                  | Lugares              | +/-                  | Total de lugares | Em relação à eleição anterior (2005) | Em relação à Câmara saliente |
|                                                                   | Partido Democrático do Japão (PDJ) 民主党 Minshutō                | 33.475.334           | 47,43                | +10,99               | 221                  | +169                 | 29.844.799           | 42,41                | +11,39               | 87                   | +26                  | 308              | +195                                 | +193                         |
|                                                                   | Partido Social Democrata (PSD) 社会民主党 Shakai Minshutō         | 1.376.739            | 1,94                 | +0,48                | 3                    | +2                   | 3.006.160            | 4,27                 | -1,22                | 4                    | -2                   | 7                | 0                                    | 0                            |
|                                                                   | Novo Partido do Povo (NPP) 国民新党 Kokumin Shintō                | 730.570              | 1,04                 | +0,4                 | 3                    | +1                   | 1.219.767            | 1,73                 | -0,01                | 0                    | -2                   | 3                | -1                                   | -1                           |
|                                                                   | Oposição saliente de centro-esquerda                              | 35.582.643           | 50,41                | +11,86               | 227                  | +172                 | 34.070.726           | 48,42                | +10,17               | 91                   | +22                  | 318              | +194                                 | +192                         |
|                                                                   |                                                                   |                      |                      |                      |                      |                      |                      |                      |                      |                      |                      |                  |                                      |                              |
|                                                                   | Partido Liberal Democrata (PLD) 自由民主党 Jiyū Minshutō          | 27.301.982           | 38,68                | -9,09                | 64                   | -155                 | 18.810.217           | 26,73                | -11,45               | 55                   | -22                  | 119              | -177                                 | -181                         |
|                                                                   | Novo Komeito (NPK) 公明党 Kōmeitō                                 | 782.984              | 1,11                 | -0,33                | 0                    | -8                   | 8.054.007            | 11,45                | -1,8                 | 21                   | -2                   | 21               | -10                                  | -10                          |
|                                                                   | Maioria saliente de centro-direita                                | 28.084.966           | 39,79                | -9,43                | 64                   | -163                 | 26.864.224           | 38,18                | -13,25               | 76                   | -24                  | 140              | -187                                 | -191                         |
|                                                                   |                                                                   |                      |                      |                      |                      |                      |                      |                      |                      |                      |                      |                  |                                      |                              |
|                                                                   | Partido Comunista Japonês (PCJ) 日本共産党 Nihon Kyōsantō         | 2.978.354            | 4,22                 | -3,03                | 0                    | 0                    | 4.943.886            | 7,03                 | -0,23                | 9                    | 0                    | 9                | 0                                    | 0                            |
|                                                                   |                                                                   |                      |                      |                      |                      |                      |                      |                      |                      |                      |                      |                  |                                      |                              |
|                                                                   | Partido de Todos (VP) みんなの党 Minna no Tō                      | 615.244              | 0,87                 | +0,87                | 2                    | +2                   | 3.005.199            | 4,27                 | +4,27                | 3                    | +3                   | 5                | +5                                   | +1                           |
|                                                                   | Novo Partido de Japón (NPN) 新党日本 Shintō Nippon                | 220.223              | 0,31                 | +0,11                | 1                    | +1                   | 528.171              | 0,75                 | -1,67                | 0                    | -1                   | 1                | 0                                    | +1                           |
|                                                                   | Novo Partido Daichi (NPD) 新党大地 Shintō Daichi                  | -                    | -                    | -                    | -                    | -                    | 433.122              | 0,62                 | -0,02                | 1                    | 0                    | 1                | 0                                    | 0                            |
|                                                                   | Club Kaikaku (CK) 改革クラブ Kaikaku Kurabu                       | 36.650               | 0,05                 | +0,05                | 0                    | 0                    | 58.141               | 0,08                 | +0,08                | 0                    | 0                    | 0                | 0                                    | -1                           |
|                                                                   | Independentes e outros                                            | 3.063.598            | 4,34                 | -0,42                | 6                    | -12                  | 466.786              | 0,66                 | +0,66                | 0                    | 0                    | 6                | -12                                  | 0                            |
|                                                                   |                                                                   |                      |                      |                      |                      |                      |                      |                      |                      |                      |                      |                  |                                      |                              |
| Total (participação com voto maioritário 69,29%) (proporcional %) | Total (participação com voto maioritário 69,29%) (proporcional %) | 70.581.679           | 100,0                |                      | 300                  |                      | 70.370.255           | 100,0                |                      | 180                  |                      | 480              |                                      | +2 (vacantes)                |